# Sciades latior
Sciades latior är en skalbaggsart som först beskrevs av Blair 1940.  Sciades latior ingår i släktet Sciades och familjen långhorningar. Inga underarter finns listade i Catalogue of Life.